# Quintanilla de Nuño Pedro
Quintanilla de Nuño Pedro es una localidad española de la provincia de Soria, partido judicial de Burgo de Osma (comunidad autónoma de Castilla y León). Pertenece al municipio de Espeja de San Marcelino. 

## Descripción
Es una villa que está compuesta de 26 casas, la consistorial, un consultorio médico, una iglesia parroquial (San Juan Bautista) servida por un cura, que oficia también en otras localidades cercanas, una pista de pádel y un local de ocio, conocido como "El Lagar", que debe su nombre a lo que fue su utilización antaño. Linda con los términos de La Hinojosa, Guijosa, Zayuelas y Alcubilla de Avellaneda. 
Dentro de él se encuentran tres fuentes y al principio del monte un manantial. El terreno fertilizado por el río Pilde. Comprende un monte carrascal y una dehesa de pastos. Caminos vecinales hechos durante la concentración parcelaria.
Divide su término una carretera local que une las localidades de San Leonardo de Yagüe y Peñaranda de Duero.

## Geografía
Situada a 964 metros sobre el nivel del mar en el camino natural y carretera de Peñaranda de Duero a San Leonardo de Yagüe. 

## Historia
A la caída del Absolutismo la localidad se constituye en municipio constitucional, conocido entonces como Quintanilla Nuño Pedro, en la región de Castilla la Vieja que en el censo de 1842 contaba con 17 hogares y 70 vecinos, para posteriormente integrarse en Espeja de San Marcelino. Consta la venta de la propiedad, escriturada en Madrid en enero de 1932, por los 11 herederos de don José Carlos Velluti Tabira, que la había heredado en 1836 de doña María de la Cabeza Tabira, a un grupo de 17 compradores, entre los que estaba Antonio García Cabrerizo.

## Demografía
En el año 1981 contaba con 46 habitantes, concentrados en el núcleo principal, pasando a 18 en  2010, 10 varones y 8 mujeres.
| Gráfica de evolución demográfica de Quintanilla de Nuño Pedro entre 2000 y 2010                  |
|                                                                                                  |
| Población de derecho (2000-2010) según los censos de población del INE a 1 de enero de cada año. |

## Datos de Madoz
...Situado en punto donde le combaten libremente los vientos; goza de clima sano. Tiene 26 casas, la consistorial, escuela de instrucción primaria frecuentada por 8 alumnos, dotada con 15 fanegas de trigo común; una iglesia parroquial, San Juan Bautista, servida por un cura y un sacristán...